# Walther Preik
Walther Preik (né le 5 mars 1932 à Massow, mort le 11 mai 2018 à Waren) est un sculpteur allemand.

## Biographie
Après avoir terminé son apprentissage comme tailleur de pierre de 1947 à 1950, Walther Preik va à la Hochschule Wismar et jusqu'en 1958 à l'École supérieure des beaux-arts de Dresde. Après le diplôme, il déménage à Waren et est sculpteur indépendant. Les sculptures de Preik sont présentes notamment aux VIe (1967), VIIe (1972) et VIIIe (1977) Exposition d'art de la RDA à Dresde.

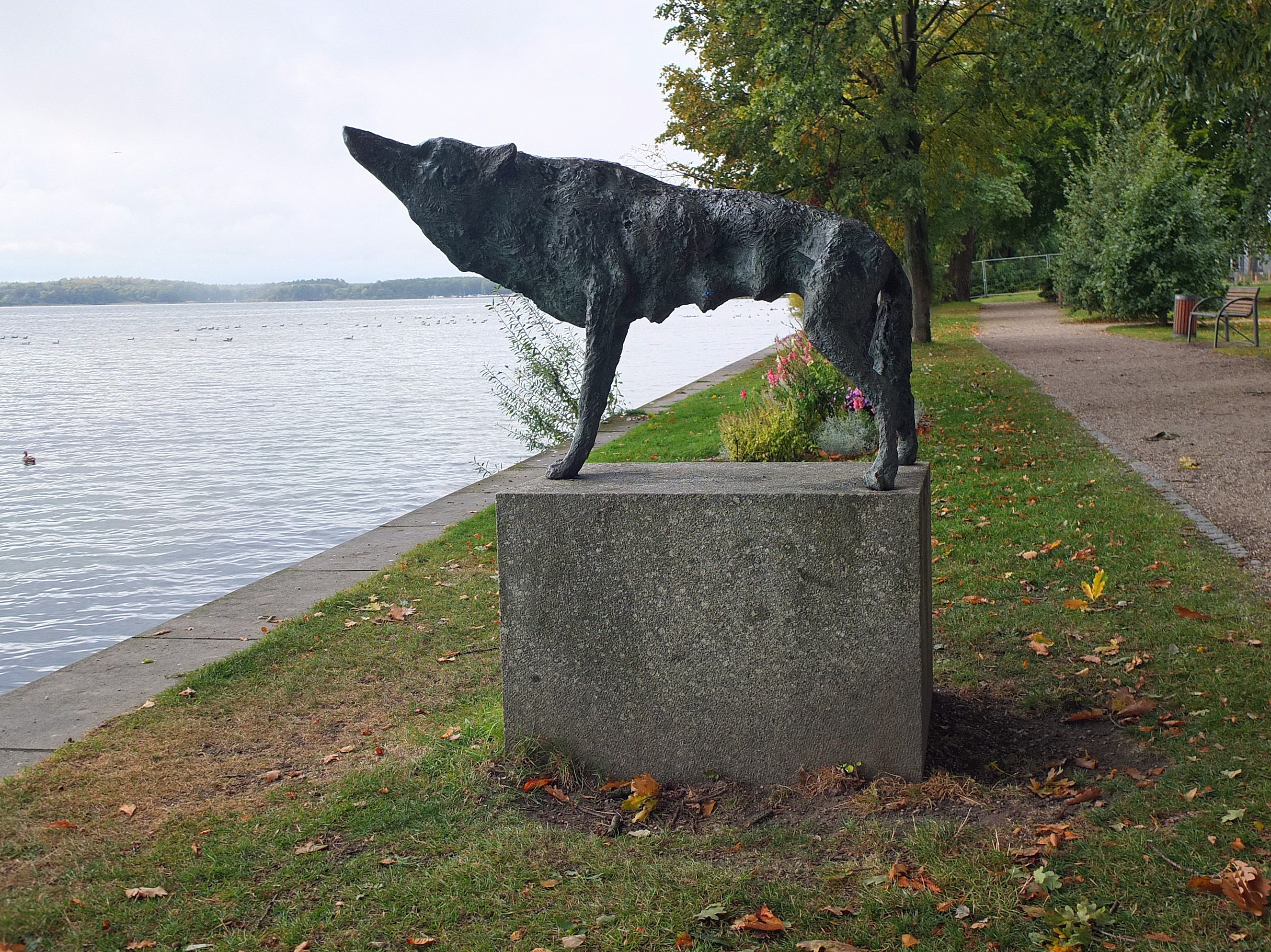
La Louve, 1982, Waren.

Son vaste travail comprend des plaques, de petites sculptures, des sculptures de fontaines et des mémoriaux. Il travaille avec divers matériaux, notamment la pierre naturelle, le plâtre, le bronze, mais aussi le bois et le plastique. De nombreuses figures d'animaux, de fables et de monuments se dressent dans l'espace public des villes du nord-est de l'Allemagne. Sur son lieu de résidence de Waren, beaucoup de ses œuvres sont visibles dans l’espace public. En 2012, il reçoit le prix culturel Richard-Wossidlo de la ville de Waren pour son œuvre.
De 1993 jusqu'à sa mort, il travaille avec ses fils Jan et Ole Preik sous la forme juridique de Preik GmbH.